# CouchDB
Apache CouchDB, o simplement CouchDB, és un sistema de gestió de base de dades orientat a documents, escrit majoritàriament en llenguatge Erlang i distribuït sota la llicència Apache.
Pensat sobretot per a treballar en el Web, forma part de les conegudes solucions NoSQL, i ha estat concebut per a treballar en múltiples servidors alhora.

## Concepció
En lloc de treballar amb files i columnes com els sistemes relacionals, les base de dades de CouchDB són una col·lecció de documents JSON. A més, CouchDB conté un servidor HTTP al qual se li poden fer sol·licitud i retorna dades en format JSON. D'aquesta manera es pot interrogar directament un servidor CouchDB mitjançant un navegador Web, o a través de JavaScript a nivell de client.
Les operacions que corren per sota es basen en els principis de MapReduce, fet que fa que siguin convenients quan la base de dades es troba sotmesa a restriccions de commutabilitat, associativitat i idempotència.